# Rico Bianchi
Enrico »Rico« Bianchi, švicarski veslač, * 13. maj 1930, Chur, Švica, † 26. marec 2025.
Bianchi je v švicarskem četvercu s krmarjem na Poletnih olimpijskih igrah 1952 v Helsinkih osvojil srebrno medaljo.
Osem let kasneje je na Poletnih olimpijskih igrah 1960 nastopil še v švicarskem osmercu, ki pa je bil izločen v repasažu.